# Stati Uniti d'America ai III Giochi olimpici invernali
Gli Stati Uniti d'America parteciparono ai III Giochi olimpici invernali, svoltisi a Lake Placid, Stati Uniti, dal 4 al 15 febbraio 1932, con una delegazione di 64 atleti impegnati in sette discipline.

## Medagliere

### Per discipline
| Sport                   | Oro | Argento | Bronzo | Totale |
| ----------------------- | --- | ------- | ------ | ------ |
| Pattinaggio di velocità | 4   | 1       | 0      | 5      |
| Bob                     | 2   | 1       | 1      | 4      |
| Pattinaggio di figura   | 0   | 1       | 1      | 2      |
| Hockey su ghiaccio      | 0   | 1       | 0      | 1      |
| Totale                  | 6   | 4       | 2      | 12     |

### Medaglie
| Medaglia | Atleta | Sport                   | Evento           |
| -------- | --- | ----------------------- | ---------------- |
| Oro      | Hubert Stevens Curtis Stevens | Bob                     | A due            |
| Oro      | William Fiske Eddie Eagan Clifford Grey Jay O'Brien | Bob                     | A quattro        |
| Oro      | Jack Shea | Pattinaggio di velocità | 500 m maschile   |
| Oro      | Jack Shea | Pattinaggio di velocità | 1500 m maschile  |
| Oro      | Irving Jaffee | Pattinaggio di velocità | 5000 m maschile  |
| Oro      | Irving Jaffee | Pattinaggio di velocità | 10000 m maschile |
| Argento  | Henry Homburger Percy Bryant Paul Stevens Edmund Horton | Bob                     | A quattro        |
| Argento  | Ty Anderson Johnny Bent John Chase John Cookman Doug Everett Frank Farrel Joe Fitzgerald Ted Frazier Jack Garrison Gerard Hallock Bob Livingston Frank Nelson Winthrop Palmer Gordon Smith | Hockey su ghiaccio      | Maschile         |
| Argento  | Beatrix Loughran Sherwin Badger | Pattinaggio di figura   | A coppie         |
| Argento  | Eddie Murphy | Pattinaggio di velocità | 5000 m maschile  |
| Bronzo   | John Heaton Robert Minton | Bob                     | A due            |
| Bronzo   | Maribel Vinson | Pattinaggio di figura   | Femminile        |